# Рошток, Макс
Макс Генрих Рошток (нем. Max Heinrich Rostock; 29 сентября 1912, Людвигсхафен-ам-Райн, Германская империя — 13 сентября 1986, Мангейм, Баден-Вюртемберг, ФРГ) — оберштурмфюрер СС, начальник отделения СД в городе Кладно. После убийства Рейнхарда Гейдриха участвовал в «акции возмездия» по уничтожении деревни Лидице.

## Биография
Макс Рошток родился 29 сентября 1912 года в семье художника. В 1930 году закончил обучение по специальности коммерсант. Из-за экономического кризиса Рошток не имел перспектив в этой профессии и начал дальнейшее обучение в покрасочной кампании у отца, закончив его в 1933 году.
23 марта 1933 года вступил в Штурмовые отряды (СА) и 1 мая в НСДАП (билет № 3273500). В 1934 году поступил на службу в СД и впоследствии работал в СД в Людвигсхафене. В 1935 году был принят в ряды СС. До 1939 года служил в разных отделениях СД на западе Германии. 26 августа 1939 года был переведён в служебное отделение СД в Праге. В 1940 году получил звание унтерштурмфюрера СС. В мае 1940 года участвовал в формировании отделения СД в городе Кладно. Когда рейхспротектор Богемии и Моравии Рейнхард Гейдрих умер от последствий покушения, в качестве «акции возмездия» под руководством Роштока была уничтожена деревня Лидице. Летом 1942 года будучи заместителем командира полиции безопасности и СД был направлен в Будеёвице. В начале 1944 года был переведён на ту же должность в Кёниггрец. В марте 1944 года последовал его перевод в Венгрию, где Рошток служил в Будапеште и Клаузенберге. В дальнейшем был послан в отделение СД в Констанце, где должен был заниматься формированием отрядов французских коллаборационистов, которые в качестве диверсантов использовались бы в глубоком тылу союзнических войск.
По окончании войны жил в Гейдельберге, где в июне 1946 года был арестован американцами. В сентябре 1946 года сбежал из американского лагеря, после чего Рошток скрывался под чужим именем в Людвигсхафене. В июне 1948 года был арестован во французской оккупационной зоне и в 1949 году экстрадирован в Чехословакию. В августе 1951 года в Праге за военные преступления был приговорён к смертной казни. Впоследствии приговор был заменён на пожизненное тюремное заключение, а потом был сокращён до 25 лет. В 1960 году был освобождён и уехал в ФРГ. Жил в Бремене и работал служащим.